# Sommerfeld (Familienname)
Sommerfeld ist ein deutscher Familienname.

## Herkunft und Bedeutung
Sommerfeld ist entweder ein Wohnstätten- oder ein Herkunftsname. Als Wohnstättenname geht er auf das mittelhochdeutsche Wort sumervelt zurück; er bezeichnete also Personen die an einem mit Sommergetreide bestellten Feld oder an einem der Sonne zugewandten Feld (mit südseitiger Lage) wohnten. Als Herkunftsname erfolgte die Benennung nach dem Siedlungsnamen Sommerfeld.

## Varianten
- Sommerfeldt

## Namensträger
- Adolf Sommerfeld (Schriftsteller) (1870–1943), deutscher Schriftsteller
- Adolf Sommerfeld (Bauunternehmer) (1886–1964), deutscher Bauunternehmer
- Alfred Sommerfeld (1928–2000), deutscher Landwirt und Mitglied des Abgeordnetenhauses von Berlin
- Allwiel von Sommerfeld und Falkenhayn (1824–1905), preußischer Generalleutnant
- Andreas von Sommerfeld (um 1620–1682), kurbrandenburgischer Generalmajor
- Arnold Sommerfeld (1868–1951), deutscher Mathematiker und Physiker
- August von Sommerfeld (1783–1857), preußischer Generalmajor
- Axel Sommerfeld (* 1967), deutscher Toningenieur und ehemaliger Kinderdarsteller
- Caroline Sommerfeld-Lethen (* 1975), deutsche Philosophin und neurechte Autorin
- Clemens Sommerfeld (* 1986 oder 1987), deutscher American-Football-Spieler
- Dirk Sommerfeld (* 1960), deutscher Handballspieler
- Egon Sommerfeld (1930–2014), deutscher Landrat und Landtagsabgeordneter (CDU)
- Elias Daniel von Sommerfeld (1681–1742), Titularbischof von Leontopolis und von 1714 bis 1742 Weihbischof in Breslau
- Erdmute Sommerfeld (* 1943), deutsche Physikerin und Hochschullehrerin
- Ernst von Sommerfeld (Landrat) (1758–1825), deutscher Landrat
- Ernst von Sommerfeld (General, 1795) (1795–1863), preußischer Generalmajor
- Ernst von Sommerfeld (General, 1850) (1850–1917), preußischer Generalmajor
- Ernst Sommerfeld (1899–1976), deutscher Elektroingenieur und Patentanwalt
- Florian Schmidt-Sommerfeld (* 1990), deutscher Handballkommentator
- Franz Sommerfeld (* 1949), deutscher Autor und Journalist
- Fridolin Sommerfeld (* 2004), deutscher Schauspieler
- Friedrich Sigmund von Sommerfeld († 1800), preußischer Offizier
- Friedrich Wilhelm von Sommerfeld (1724–1796), preußischer Landrat
- Georg Friedrich von Sommerfeld (1687–1760), königlich großbritannischer und kurbraunschweiger-lüneburgischer General der Infanterie
- Gitta Sommerfeld (* 1943), geborene Rost, deutsche Badmintonspielerin
- Gustav von Sommerfeld (1837–1905), preußischer Generalmajor
- Gustav Schmidt-Sommerfeld (1836–1911), deutscher Lehrer, Pfarrer und Schriftsteller
- Hannah Müller-Sommerfeld (* 1969), deutsch-rumänische Religionswissenschaftlerin und Hochschullehrerin
- Hans-Joachim Sommerfeld (1914–1995), deutscher SS-Obersturmführer
- Hans von Sommerfeld (1888–1961), deutscher Generalleutnant der Wehrmacht
- Heinrich Sommerfeld (1884–1950), deutscher Wirtschaftswissenschaftler
- Helga Sommerfeld (1941–1991), deutsche Schauspielerin
- Horst Sommerfeld (1930–2025), deutscher Politiker (SPD)
- Hugo von Sommerfeld (1833–1912), preußischer Verwaltungsbeamter und Regierungspräsident
- Irene Sommerfeld-Stur, österreichische Tierärztin und Genetikerin
- Johannes von Sommerfeld (auch Johannes Rhagius, eigentlich Rak, Rock; 1457–1520), Theologe und Humanist, siehe Johannes Aesticampianus
- Karl von Sommerfeld und Falkenhayn, preußischer Generalmajor
- Karl Christian von Sommerfeld (Carl Christian von Sommerfeld; 1650–1711), braunschweig-lüneburgischer Generalfeldzeugmeister
- Klaus Sommerfeld (* 1953), deutscher Autor, Regisseur, Schauspieler, Musiker und Maler
- Konstantin von Sommerfeld und Falkenhayn, preußischer Generalmajor
- Kurt von Sommerfeld (1846–1905), preußischer Generalmajor
- Marcus Sommerfeld (* 1983), deutsch-kanadischer Eishockeyspieler
- Martin Sommerfeld (1894–1939), deutscher Literaturhistoriker
- Max Sommerfeld (1905–1967), deutscher Politiker (SPD)
- Nirit Sommerfeld (* 1961), deutsch-israelische Schauspielerin, Sängerin, Theatermanagerin und Aktivistin
- Oskar Sommerfeld (1885–1973), akademischer Maler
- Otmar Sommerfeld (1929–2008), deutscher Fußballspieler
- Otto Sommerfeld (1856–1920), preußischer Generalmajor
- Sara Sommerfeld (* 1977), schwedische Schauspielerin
- Senta Sommerfeld (1921–2018), deutsche Theater- und Filmschauspielerin
- Simon Sommerfeld (* 1983), deutscher American-Football-Spieler
- Stella Sommerfeld (* 1994), deutsche Synchronsprecherin
- Walter Sommerfeld (* 1951), deutscher Altorientalist
- Wilhelm von Sommerfeld (1801–1871), preußischer Generalleutnant
- Wilhelm Sommerfeld (um 1819–1874), deutschösterreichischer Journalist und Volkswirt
- Wilhelm von Sommerfeld (Historiker) (1868–1915), deutscher Historiker
- Willy Sommerfeld (1904–2007), deutscher Stummfilmpianist